# Podział administracyjny Kościoła katolickiego w Zimbabwe
Podział administracyjny Kościoła katolickiego w Zimbabwe – w ramach Kościoła katolickiego w Zimbabwe funkcjonują obecnie 2 metropolie, w skład których wchodzą dwie archidiecezje i sześć diecezji.
Jednostki administracyjne Kościoła katolickiego obrządku łacińskiego w Zimbabwe:

## Metropolia Bulawayo
- Archidiecezja Bulawayo
  - Diecezja Gweru
  - Diecezja Hwange
  - Diecezja Masvingo

## Metropolia Harare
- Archidiecezja Harare[1]
  - Diecezja Chinhoyi
  - Diecezja Gokwe
  - Diecezja Mutare